# Tirtza (ville)
Pour les articles homonymes, voir Tirtza et Farah.
Tirtza (en hébreu : תרצה, ou Tell el Far'ah en arabe) est une ville cananéenne puis israélite, située en Samarie à proximité de Naplouse.

## Présentation
Elle a servi un temps de capitale au royaume d'Israël pendant les règnes de Baasa, Éla, Zimri et Omri, après Sichem et avant Samarie. Elle est identifiée par William Albright avec Tell el Farah, un tell qui se trouve à 11 km au nord-est de Sichem (près de l'actuelle Naplouse), au nord de la route 57. Le tell a été fouillé dans les années 1940-1960 par une mission des dominicains de l'École biblique et archéologique française de Jérusalem sous la direction de l'archéologue français Roland de Vaux.

### Géographie
Tritza s'élève sur une petite colline dans une vallée. Elle s'étend sur 180 000 m2 et est entourée de cours d'eau sur 3 côtés. À proximité de la ville se trouve la source de la rivière Tirtza. La ville est située au croisement de 2 routes importantes : la route qui traverse les monts de Samarie d'est en ouest en montant depuis la plaine côtière en direction de Naplouse et en descendant vers le Jourdain pour le traverser au niveau au pont Adam (tracé correspondant à l'actuelle route 57), et la route qui relie Jérusalem, Shekhem à la vallée de Jezreel à travers les montagnes.

### Histoire
Les fouilles sur le site ont mis en évidence l'existence d'une occupation à l'époque néolithique. Tell el-Far'ah est un village au Bronze Ancien, puis est réoccupée lors du bronze moyen (XIXe siècle av. J.-C.). Elle est alors fortifiée, avec des murs de 2 m à la base, des tours et des portes. Dans la ville, on a trouvé les restes d'un sanctuaire.
La ville a subi une destruction au IXe siècle av. J.-C., puis une période de prospérité au VIIIe siècle avant d'être détruite par la conquête assyrienne en -723.